# Postamt (Słupsk)

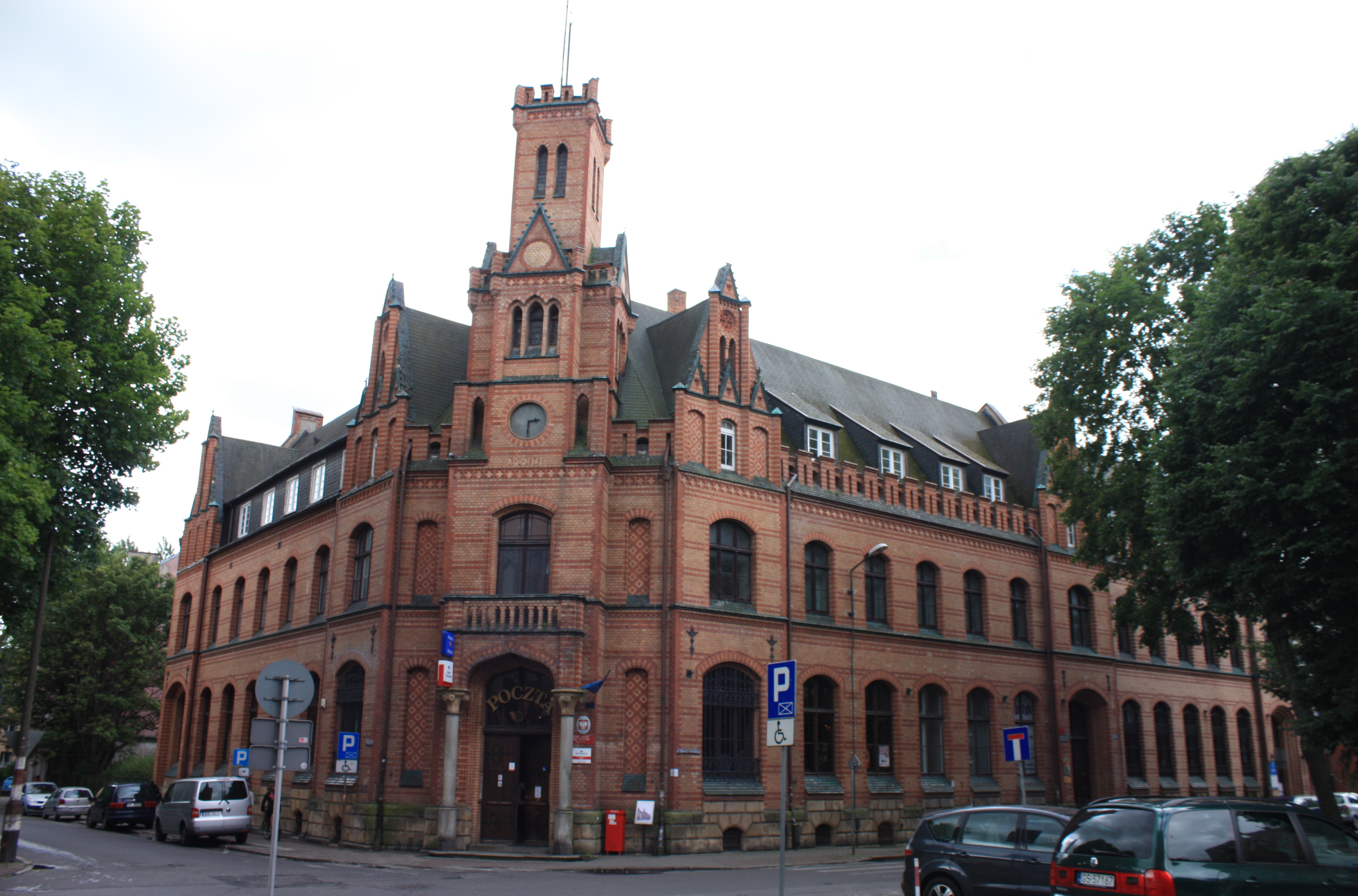
Postamt Słupsk, 2014

Das Alte Postamt, erbaut 1876–1879 in Słupsk (ehemals Stolp i. Pommern) ist ein historisches, neugotisches Postgebäude in der Innenstadt. Es befindet sich gegenüber der Marienkirche, Ecke Ignacego Lukasiewicza (ehem. Predigerstraße) / Mikolajska (ehem. Butterstraße) in der Altstadt.
Das Gebäude steht seit dem 15. April 1987 unter Denkmalschutz (Nr. A-1159).

## Geschichte
Vor dem Umzug befand sich das Postamt 1814 in der Mittelstraße (heutige Mikołajska-Straße). Dort waren 3 bis 5 Postmitarbeiter beschäftigt. Vom Posthaus gingen die Wagen- und Kutschenpost für die Strecken Stettin – Danzig und Königsberg weiter. Das Posthaus wechselte mehrfach seinen Besitzer und erst im 19. Jahrhundert mit wachsender Einwohnerzahl musste auch die Post erweitert werden.

## Gebäude
1878 war auch aus dem Grunde für August Kind, dem Chef der neu geschaffenen Bauabteilung der Berliner obersten Postbehörde, ein wichtiges Jahr, weil er mit dem Bau des Postamtes im pommerschen Stolp ein Postgebäude im Geburtsort seines Obersten Dienstherren Generalpostmeister Heinrich Stephan zu planen hatte. Zunächst waren von der Reichspostverwaltung die notwendigen Grundstücke mit insgesamt 840 m² erworben worden. „Auf der so beschafften Grundfläche ist der Neubau nach einem vom bautechnischen Mitgliede der obersten Post- und Telegraphenverwaltung entworfenen Plane in zwei Abschnitten, trotz mannigfacher Hindernisse, seit dem Frühjahr 1878 derart gefördert worden, daß die Einweihung und Inbetriebnahme der gesammten Räume am 20. November d. J. stattfinden konnte.“
Die Bauleitung hatte der Postbaurat Wolff von der Oberpostdirektion (OPD Stettin) inne, während die Spezialbauleitung in den Händen des Architekten Fleßburg lag. Mit Ausnahme der Dielung und der Fenster (amerikanische Kiefer) sowie der englischen Dachschieferplatten waren nur einheimische Materialien verwendet und überwiegend auch von einheimischen Unternehmern verbaut worden. Einmal musste im Bauverlauf auch eine Vertragsstrafe durchgesetzt werden.
Das Gebäude – massiv in zwei Hauptgeschossen erbaut – befand sich gegenüber der evangelischen Marienkirche an der Ecke Butterstraße und Predigerstraße. Hier wurde der Bau „in Rücksicht auf diese Nachbarschaft ... die Fassadengestaltung nach Anweisung des General-Postmeisters in der Art der mittelalterlichen gothischen Backsteinbauwerke mit Giebelentwicklung und Fialenbildung in den Risaliten ausgeführt“ worden.
Der Haupteingang im Eck des Gebäudes wurde durch einen Turmaufbau mit Uhr „mit transparent gefertigten Zifferblatt“ besonders hervorgehoben. In der Giebelfüllung des Turmes war das Reichswappen eingelassen. Farblich wurde ein stimmungsvolles Wechselspiel von gelblich roten Verblendsteinen und dunkelgrün lasierten Gesimssteinen erreicht, während das Dach wechselnde Schieferplatten von roter und blauer Farbe aufweist. Im Erdgeschoss befanden sich die Postdiensträume (Schalterhalle, Packraum, Vorsteherbüro, Briefverteilungsraum etc.), im Obergeschoss die Telegraphenstelle sowie die das Büro des Vorstehers und im Dachgeschoss zwei Dienstwohnungen für Unterbeamte. „Die innere Einrichtung ist eine solide mit Ausschluß jedes Luxus zu nennen. Eine reichere Ausstattung ist in der Schalterhalle durch eine geschickte Anordnung der Schalterfenster, einer hübschen Holzdecke, diese mit einem maßvollen, jedoch in satten Tönen gehaltenen Farbenspiel, angewendet.“
An der Einweihung am 20. November 1879 nahm diesmal natürlich auch der Generalpostmeister Heinrich Stephan in seiner Heimatstadt Stolp persönlich teil. Am Vormittag fand die feierliche Eröffnung des Postgebäudes statt und am Nachmittag schloss sich ein feierliches Bankett an.
Das Gebäude hat die Zeit überdauert und ist bis heute in Nutzung durch die Polnische Post.
Zum 100. Todestag von Heinrich von Stephan, einem Sohn der Stadt, wurde 1979 in der Haupthalle der Post eine Gedenktafel enthüllt.